# Скандал (телесериал)
«Сканда́л» (англ. Scandal) — американский драматический телесериал, созданный Шондой Раймс, с Керри Вашингтон в главной роли, который транслировался на канале ABC с 5 апреля 2012 года по 19 апреля 2018 года. В центре сюжета находится антикризисный менеджер Оливия Поуп, которая вместе со своей командой разрешает сложные проблемы богатых клиентов, а также сотрудники Белого дома, где раньше работала Оливия. Идея сериала была основана на жизни и карьере Джуди Смит, бывшего руководителя пресс-центра Джорджа Буша-старшего, которая является одним из продюсеров проекта.
Сериал получил благоприятные отзывы от критиков, но имел достаточно низкие рейтинги в первом сезоне, поэтому он оказался на грани закрытия, хотя стабильно сохранял аудиторию. 11 мая 2012 года ABC продлил сериал на второй сезон, премьера которого состоялась 27 сентября 2012 года. Критики вновь хорошо приняли предложенные сюжетные линии, рейтинги второго сезона поползли вверх, и к зиме 2013 года сериал стал наиболее популярной десятичасовой драмой на широковещательном телевидении. 10 мая 2013 года канал продлил сериал на третий сезон, который стартовал 3 октября 2013 года. 8 мая 2014 года сериал был продлён на четвёртый сезон, который вышел в эфир 25 сентября 2014 года. 7 мая 2015 года сериал был продлён на пятый сезон, премьера которого состоялась 24 сентября 2015 года. 3 марта 2016 года сериал был продлён на шестой сезон. Однако в связи с беременностью Керри Вашингтон съемки шестого сезона были отложены, количество серий в сезоне сокращено, а его премьера состоялась только в январе 2017 года. 10 февраля 2017 года сериал был продлён на седьмой сезон, а 10 мая того же года стало известно, что он станет заключительным.
В июле 2013 года, имея лишь 29 произведенных эпизодов, «Скандал» был продан в синдикацию кабельному каналу BET, который начал транслировать первые два сезона сериала с 10 августа 2013 года, после чего показывал эпизоды третьего сезона спустя восемь дней после премьеры на ABC.
На 65-й церемонии вручения прайм-тайм премии «Эмми» Керри Вашингтон представляла сериал в номинации «Лучшая женская роль в драматическом телесериале», а Дэн Букатински получил награду как лучший приглашённый актёр в драматическом телесериале. В 2014 году Керри Вашингтон также была номинирована на Премию Гильдии киноактёров США за лучшую женскую роль в драматическом сериале и премию «Золотой глобус» за лучшую женскую роль в телевизионном сериале — драма. В 2014 году сериал «Cкандал» выиграл премию «Пибоди».

## Обзор сезонов
| Сезон | Сезон | Эпизоды | Оригинальная дата показа | Оригинальная дата показа | Рейтинг Нильсена | Рейтинг Нильсена |
| Сезон | Сезон | Эпизоды | Премьера сезона          | Финал сезона             | Ранк             | Зрители (млн)    |
| ----- | ----- | ------- | ------------------------ | ------------------------ | ---------------- | ---------------- |
|       | 1     | 7       | 5 апреля 2012            | 17 мая 2012              | 62               | 8,21             |
|       | 2     | 22      | 27 сентября 2012         | 16 мая 2013              | 47               | 8,46             |
|       | 3     | 18      | 3 октября 2013           | 17 апреля 2014           | 13               | 12,00            |
|       | 4     | 22      | 25 сентября 2014         | 14 мая 2015              | 8                | 12,66            |
|       | 5     | 21      | 24 сентября 2015         | 12 мая 2016              | 16               | 10,68            |
|       | 6     | 16      | 26 января 2017           | 18 мая 2017              | 30               | 8.16             |
|       | 7     | 18      | 5 октября 2017           | 19 апреля 2018           | 53               | 7,41             |

### Первый сезон
Премьера первого сезона состоялась 5 апреля 2012, а финал был показан 17 мая 2012 года. Сезон состоял из семи эпизодов.
В первом сезоне сериала «Скандал» зрителей познакомили с главой антикризисной фирмы Оливией Поуп (Керри Вашингтон), ее сотрудниками, президентом США Фицджеральдом Грантом (Тони Голдуин) и главой аппарата Белого дома Сайрусом Бином (Джефф Перри). Этот сезон был посвящен жизни сотрудников фирмы «Поуп и партнеры»; отношениям Оливии и президента (который является ее бывшим работодателем); тайне, связанной с бывшей сотрудницей Белого дома по имени Аманда Тэннер (Лиза Вайль); а также различными делам, которые вела Оливия и ее команда.

### Второй сезон
Премьера второго сезона драматического сериала «Скандал» состоялась 27 сентября 2012 года на американском телеканале ABC; заключительная серия вышла в эфир 16 мая 2013 года. Сезон состоял из 22 эпизодов. В основном актерском составе второго сезона, который включил в себя девять персонажей, произошли изменения. Генри Иан Кьюсик покинул шоу, а Джошуа Малина и Беллами Янг, игравшие второстепенные роли в первом сезоне, присоединились к основному касту сериала.
Второй сезон сериала «Скандал» имел две основные сюжетные линии. Первая была связана с расследованием фальсификации последних президентских выборов, информация о которой сообщалась зрителю через флэшбеки из жизней главных героев. Вторая была сосредоточена на выяснении личности «крота», который сливал секретную информацию из Белого дома.

### Третий сезон
Премьера третьего сезона драматического сериала «Скандал» состоялась 3 октября 2013 года на американском телеканале ABC; заключительная серия сезона вышла в эфир 17 апреля 2014 года. Сезон состоял из 18 эпизодов. Актер Скотт Фоли был повышен до основного состава третьего сезона. Исполнительница главной роли Керри Вашингтон за свою работу в третьем сезоне сериала «Скандал» получила премию NAACP Image Award за лучшую женскую роль в драматическом сериале и была номинирована на премию Гильдии киноактеров США за лучшую женскую роль в драматическом сериале, премию «Золотой глобус» за лучшую женскую роль в телевизионном сериале — драма и премию «Эмми» за лучшую женскую роль в драматическом телесериале.
Основными темами третьего сезона сериала «Скандал» служили переизбрание Фица на второй срок и семейные проблемы Оливии, которые были связаны с тем, что ее отец, Илай Поуп, захотел вернуться в жизнь дочери, а ее мать, Майя Льюис, считавшаяся мертвой в течение двадцати лет, оказалась живой международной преступницей.

### Четвертый сезон
Премьера четвертого сезона состоялась 25 сентября 2014 года.

### Пятый сезон
Премьера пятого сезона состоялась 24 сентября 2015 года.

### Шестой сезон
Премьера шестого сезона состоялась 26 января 2017 года.

### Седьмой сезон
Премьера седьмого сезона состоялась 5 октября 2017 года.

## Актеры и персонажи
| Актер                  | Персонаж                          | Сезон        | Сезон        | Сезон        | Сезон        | Сезон        | Сезон     | Сезон     |
| Актер                  | Персонаж                          | 1            | 2            | 3            | 4            | 5            | 6         | 7         |
| ---------------------- | --------------------------------- | ------------ | ------------ | ------------ | ------------ | ------------ | --------- | --------- |
| Керри Вашингтон        | Оливия Поуп                       | Постоянно    | Постоянно    | Постоянно    | Постоянно    | Постоянно    | Постоянно | Постоянно |
| Генри Иан Кьюсик       | Стивен Финч                       | Постоянно    |              |              | Гость        |              |           |           |
| Коламбус Шорт          | Харрисон Райт                     | Постоянно    | Постоянно    | Постоянно    |              |              |           |           |
| Дэрби Стэнчфилд        | Эбигейл «Эбби» Уилан              | Постоянно    | Постоянно    | Постоянно    | Постоянно    | Постоянно    | Постоянно | Постоянно |
| Кэти Лоус              | Куинн Перкинс                     | Постоянно    | Постоянно    | Постоянно    | Постоянно    | Постоянно    | Постоянно | Постоянно |
| Гильермо Диас          | Диего «Гек» Муньос                | Постоянно    | Постоянно    | Постоянно    | Постоянно    | Постоянно    | Постоянно | Постоянно |
| Джефф Перри            | Сайрус Бин                        | Постоянно    | Постоянно    | Постоянно    | Постоянно    | Постоянно    | Постоянно | Постоянно |
| Тони Голдуин           | Фицджеральд «Фиц» Томас Грант III | Постоянно    | Постоянно    | Постоянно    | Постоянно    | Постоянно    | Постоянно | Постоянно |
| Джошуа Малина          | Дэвид Роузен                      | Периодически | Постоянно    | Постоянно    | Постоянно    | Постоянно    | Постоянно | Постоянно |
| Беллами Янг            | Мелоди «Мелли» Грант              | Периодически | Постоянно    | Постоянно    | Постоянно    | Постоянно    | Постоянно | Постоянно |
| Скотт Фоли             | Джейкоб «Джейк» Баллард           |              | Периодически | Постоянно    | Постоянно    | Постоянно    | Постоянно | Постоянно |
| Порша де Росси         | Элизабет Норт                     |              |              |              | Периодически | Постоянно    | Постоянно |           |
| Корнелиус Смит-младший | Маркус Уолкер                     |              |              |              | Гость        | Постоянно    | Постоянно | Постоянно |
| Джо Мортон             | Илай «Роуэн» Поуп                 |              | Периодически | Периодически | Периодически | Постоянно    | Постоянно | Постоянно |
| Джордж Ньюберн         | Чарли                             | Периодически | Периодически | Периодически | Периодически | Периодически | Постоянно | Постоянно |

- Керри Вашингтон — Оливия «Лив» Кэролайн Поуп; бывшая директор по коммуникациям Белого дома, считающаяся лучшим кризисным менеджером в Вашингтоне. Работала в предвыборном штабе кандидата в президенты губернатора Фицджеральда Томаса Гранта III, с которым у нее начался роман. После победы Гранта на выборах разорвала с ним отношения, уволилась из Белого дома и основала собственную антикризисную фирму «Оливия Поуп и партнеры».
- Генри Иан Кьюсик — Стивен Финч; юрист, работавший вместе с Оливией, по совместительству ее хороший друг. Покидает Вашингтон, чтобы быть вместе со своей невестой Джорджией. Позже выясняется, что он живет в Санкт-Петербурге и работает на российского олигарха.
- Коламбус Шорт — Харрисон Райт; юрист, работавший в фирме Оливии; по ее просьбе нанял на работу Куинн Перкинс. Называл себя и своих коллег «гладиаторами в костюмах». Убит в конце третьего сезона.
- Дэрби Стэнчфилд — Эбигейл «Эбби» Уилан; подруга Оливии, работавшая следователем в ее фирме. После того как Оливия и Джейк сбежали на тропический остров, переизбранный на второй срок президент Фицджеральд Грант нанял ее на должность пресс-секретаря Белого дома. Позже ей удалось сместить Сайруса Бина и занять его должность главы аппарата Белого дома.
- Кэти Лоус — Куинн Перкинс (Линдси Дуайт); сотрудница фирмы Оливии. Попала под влияние профессионального киллера Чарли и ушла работать в секретную организацию В613, однако позже вернулась в «Оливия Поуп и партнеры».
- Гильермо Диас — Диего «Гек» Муньос; бывший профессиональный убийца, состоявший на службе в секретной организации В613, и потерявший из-за этой работы семью. Позже начал работать компьютерщиком в фирме «Оливия Поуп и партнеры», чрезвычайно предан Оливии.
- Джефф Перри — Сайрус Рутерфорд Бин; бывший глава аппарата Белого дома. Стал руководителем предвыборного штаба кандидата в президенты от демократической партии губернатора Франциско «Фрэнки» Варгаса.
- Тони Голдуин — Фицджеральд «Фиц» Томас Грант III; президент США, переизбранный на второй срок, республиканец. В прошлом был губернатором Калифорнии.
- Джошуа Малина — Дэвид Роузен; генеральный прокурор США. В прошлом занимал должности помощника федерального прокурора и федерального прокурора округа Колумбия. Был уволен за коррупцию в пятом сезоне сериала, но без объяснения причин продолжил быть генеральным прокурором и в шестом сезоне.
- Беллами Янг — Мелоди «Мелли» Маргарет Грант; бывшая первая леди. Развелась с Фицем и начала собственную политическую карьеру. Была избрана сенатором от штата Вирджиния. Приняла решение баллотироваться на пост президента и сумела стать кандидатом от республиканской партии. В конце шестого сезона стала президентом США.
- Скотт Фоли — Джейкоб «Джейк» Баллард (Пит Харрис); офицер Управления военно-морской разведки, бывший сослуживец президента Гранта по войне в Персидском заливе. Позже выясняется, что он является агентом секретной службы В613. Шпионил за Оливией по приказу и президента, и главы В613 Роуэна. В пятом сезоне становится главой Агентства национальной безопасности США.
- Порша де Росси — Элизабет Норт; бывшая председатель Национального комитета Республиканской партии. Была советником Мелли во время ее избирательной кампании в Сенат. После увольнения Сайруса Бина недолгое время занимала должность главы аппарата Белого дома, затем заняла место главы аппарата вице-президента Сьюзан Росс. Была убита в шестом сезоне.
- Корнелиус Смит-младший — Маркус Уолкер; бывший борец за гражданские права. Был клиентом фирмы Оливии, позже начал работать на нее. В шестом сезоне стал пресс-секретарем Белого дома.
- Джо Мортон — Роуэн «Илай» Поуп; отец Оливии, глава секретной организации В613.
- Джордж Ньюберн — Чарли; агент В613, имеющий романтические отношения с Куинн. В конце 6 сезона он становится сотрудником фирмы «Оливия Поуп и партнеры», переименованной в «Куинн Перкинс и партнеры», и узнает, что он и Куинн скоро станут родителями.

## Производство

### Концепция
В основу концепции лег реальный опыт Джуди Смит, бывшего руководителя пресс-центра Джорджа Буша-старшего. Смит ушла из Белого дома в начале девяностых и открыла частную фирму по устранению сложных проблем у богатых и влиятельных персон. По заявлениям самой Смит, её компания является закрытой и даже не имеет офиса или сайта в интернете, и она сама приходит к клиентам, а не они к ней.
В 2009 году Шонда Раймс и Бетси Бирс впервые встретились с Джуди Смит и в процессе этого и родилась идея создать сериал о её жизни. Хотя карьера и характер Смит и были перенесены в сериал, ни одно из её реальных дел не было показано. Раймс заявила, что «Смит является вдохновителем шоу, но Оливия Поуп не Джуди». Смит в итоге стала соисполнительным продюсером сериала и его творческим консультантом.
В стадии предварительного производства сериал описывался как процедурная драма, но без полицейской и юридической составляющей, утратившей в последние годы популярность. Главная героиня Оливия Поуп работает антикризисным менеджером и также как Смит ушла из Белого Дома. Наиболее крупным отличием Оливии от Смит является то, что героиня не просто работала на президента, но и была его любовницей. Помимо Оливии в её компании работает ряд персон, а в ходе развития сериала выясняется при каких обстоятельствах они пришли к ней.

### Съёмки
В ноябре 2010 года было объявлено, что Шонда Раймс разрабатывает новый проект о работе антикризисного менеджмента для канала ABC. Несколько недель спустя канал заказал съемки пилотного эпизода, первого в сезоне 2011—2012. Производством занялась студия Шонды Раймс ShondaLand при участии ABC Studios, также как и два предыдущих проекта продюсера — «Анатомия страсти» и «Частная практика». Раймс и Бетси Бирс стали исполнительными продюсерами, а Джуди Смит соисполнительным продюсером проекта. Съемки пилотного эпизода проходили в марте 2011 года в Лос-Анджелесе, Калифорния, режиссёром выступил Пол Макгиган, а сценарий написала Раймс.
В мае 2011 года канал заказал съемки первого сезона для трансляции в середине сезона. Первый сезон состоял из семи эпизодов и начал сниматься в конце лета.
Третий сезон будет разделен на две части, первые двенадцать эпизодов будут показаны до нового года, после чего сериал уйдет на перерыв вплоть до 27 февраля 2014 года. «Скандал», наравне с четырьмя другими мыльными драмами канала («Нэшвилл», «Месть», «Однажды в сказке» и «Анатомия страсти»), переходит таким образом в телесезоне 2013-14 годов на новый формат вещания, из двух блоков, транслирующихся практически без перерывов.

### Кастинг
Кастинг на регулярные роли начался в начале 2011 года. Керри Вашингтон стала первой актрисой, утвержденной на роль в шоу 8 февраля 2011 года. Вашингтон исполняет роль Оливии Поуп, главной героини проекта, которая описывается как легендарная, беспринципная, проницательная и бесстрашная женщина. Это первый телепроект в карьере актрисы, ранее снимавшейся в кинофильмах. В начале развития проекта она была главным фаворитом Шонды Раймс на роль сильной афро-американской женщины, что редко встречается на телевидении. Исполняя эту роль, Вашингтон, вошла в историю став первой чёрной актрисой за последние 38 лет, которая играет главную роль в драматическом сериале на американском телевидении.
Одновременно с Вашингтон к актёрскому составу присоединился Коламбус Шорт в роли Гаррисона Райта, стильного адвоката, работающего на Оливию. После Генри Йен Кьюсик и Кэти Лоус присоединились к проекту в ролях Стивена Финча и Куинн Перкинс, ещё двоих членов команды Оливии, а пару недель спустя Гильермо Диас получил роль Гека в пилоте. 25 февраля было объявлено, что Тони Голдуин будет играть роль президента Соединенных Штатов Фицджеральда Томаса Гранта-третьего. 4 марта Дэрби Стэнчфилд и Джефф Перри стали последними актёрами, присоединившимися к пилоту с ролями Эбби Уилан, коллеги и подруги Оливии, и Сайруса Бина, Главы администрации президента США.
Несколько актёров присоединились к сериалу в повторяющихся ролях. В первом сезоне это были Лайза Вэйл в роли Аманды Таннер, вокруг которой разворачивалась основная сюжетная линия первого сезона, а также Джошуа Малина сыграл прокурора Дэвида Розена. Кейт Бертон сыграла консервативного Вице-президента Соединенных Штатов Салли Лэнгстон. Во втором сезоне Грегг Генри исполнил роль властного спонсора президентской кампании Холлиса Дойла, а Дебра Муни — Судью Верховного суда Верну Торнтон.
Многие актёры раннее снялись в других проектах Шонды Раймс. Среди них были Дэрби Стэнчфилд, Кэти Лоус, Джошуа Малина, Беллами Янг, Тони Голдвин, Дебра Муни, Грегг Генри и Лайза Вэйл, в разные годы появившиеся с гостевыми ролями в «Анатомии страсти» или же «Частной практике», а также Джефф Перри, Кейт Бертон и Скотт Фоли, имевшие значительные роли в «Анатомии страсти».

## Реакция

### Отзывы критиков
Пилотный эпизод получил в основном благоприятные отзывы от критиков. Так, к примеру, обозреватель Boston Herald описал пилот словом «превосходно», отмечая хорошо написанный Шондой Раймс сценарий и сложность главной героини, а Нэнси Смит из The Wall Street Journal отметила оригинальность романа Оливии и Фитца.

### Телевизионные рейтинги
| Сезон | Таймслот      | Количество эпизодов | Премьерная серия | Премьерная серия      | Финальная серия | Финальная серия       | Год выпуска | Годовой ранк | Зрители (в миллионах) |
| Сезон | Таймслот      | Количество эпизодов | Дата             | Зрители (в миллионах) | Дата            | Зрители (в миллионах) | Год выпуска | Годовой ранк | Зрители (в миллионах) |
| ----- | ------------- | ------------------- | ---------------- | --------------------- | --------------- | --------------------- | ----------- | ------------ | --------------------- |
| 1     | Четверг 22.00 | 7                   | 5 апреля 2012    | 7.33                  | 17 мая 2012     | 7.33                  | 2012        | 62           | 8.21                  |
| 2     | Четверг 22.00 | 22                  | 27 сентября 2012 | 6.74                  | 16 мая 2013     | 9.12                  | 2012—2013   | 47           | 8.46                  |
| 3     | Четверг 22.00 | 18                  | 3 октября 2013   | 10.52                 | 17 апреля 2014  | 10.57                 | 2013—2014   | 13           | 12.00                 |
| 4     | Четверг 21.00 | 22                  | 25 сентября 2014 | 11.96                 | 14 мая 2015     | 8.08                  | 2014—2015   | 8            | 12.66                 |
| 5     | Четверг 21.00 | 21                  | 24 сентября 2015 | 10.25                 | 12 мая 2016     | 6.65                  | 2015—2016   | 16           | 10.68                 |
| 6     | Четверг 21.00 | 16                  | 26 января 2017   | 7.62                  | 18 мая 2017     | 5.23                  | 2017        | 39           | 8.16                  |